# SB Intuitions
SB Intuitions株式会社は、東京都港区に本社を置く、ソフトバンクグループの企業。

## 沿革
ChatGPTをはじめとする大規模言語モデルの開発が世界的に盛んになったことを背景に、日本語に特化した国産の大規模言語モデルの開発を目指し、ソフトバンクが2023年3月27日に準備会社として設立し、8月1日に社名を変更、本格稼働を開始した。